# 井上要 (地方公務員)
井上 要（いのうえ かなめ、1950年または1951年 - ）は、日本の地方公務員 (技術公務員)。愛媛県土木部長、同参与を歴任。瑞宝小綬章受章。

## 人物・経歴
八幡浜市生まれ。1974年 (昭和49年) 3月 大阪工業大学工学部卒業。同年4月 愛媛県庁入庁。西条地方局建設部長、土木部道路都市局長、土木部長。東日本大震災の際には宇和海沿岸の水門や陸こうの閉鎖、宮城県仙台市や石巻市への先遣隊派遣を行い、同年９月には震災対応の補正予算70億円を計上した。JR西日本松山駅周辺整備については高架化や伊予鉄道延伸、バリアフリー化に取り組む。他、生名島に架かる生名橋や岩城橋の建設に携わった。2012年3月 井上眞三を後任に同職を退任、翌月 参与に就任。

## 栄典
2022年11月 令和4年秋の叙勲で瑞宝小綬章を受章